# KKJZ

KKJZ (KJAZZ, 88.1 MHz FM) est une station de jazz du sud de la Californie. C'est l'une des stations de jazz les plus écoutées des États-Unis et l'une des deux seules radios publiques de Californie diffusant et promouvant tous les genres de jazz et de blues avec KSDS.
En tant que radio publique elle est financée par les contributions des auditeurs (75 % du budget) et d'autres donateurs.
L'antenne de la station se trouve au sommet de Signal Hill, dans la région de Long Beach. La radio est rediffusée par l'université de Redlands sur KUOR 89.1 FM. KKJZ est également disponible sur Internet et au Japon par satellite grâce à Mobile Broadcasting Corporation (MBCO).

## Histoire
La station est créée le 3 janvier 1950 sous le nom de KLON, avec une licence du Long Beach Unified School District. En 1981 la licence de KLON passe à la California State University et passe à un format jazz. Elle change son nom pour devenir KKJZ en 2002.
La radio a diffusé avec une puissance de 6 500 watts, mais en décembre 2004 elle a augmenté sa capacité a 30 000 watts, comme une station haute définition. C'est le 14 mars 2005 que l'émetteur marche à plein temps à 30 000 watts.
En octobre 2006, les propriétaires de la licence de KKJZ, c'est-à-dire la California State University et la Long Beach Foundation entrent en négociation avec Mount Wilson FM Broadcasters, Inc (en) (dont le propriétaire est Saul Levine) pour gérer la station. M. Levine possède trois radios dans le sud de la Californie, mais qui ne diffusent pas de jazz. Une de ces stations, KKGO (anciennenment KBCA), d'un format jazz, fut transformée en format classique sous le nom de KMZT (K-Mozart) en 1990.

## Événement musicaux
KKJZ produit plusieurs événements musicaux bien connus dans le Grand Los Angeles :
- Long Beach Blues Festival (en): le samedi et le dimanche de la fin de semaine du Labor Day au stade d'athlétisme du campus de la California State University.
- KKJZ's Jazz at the Bowl: au Hollywood Bowl.
- Latin Jazz Club Caravan: plusieurs boîtes de nuit de Los Angeles accueillent des groupes locaux de latin jazz.
- Long Beach Blues Club Caravan: plusieurs boîtes de nuit de Long Beach accueillent des groupes de blues.
- The Twilight Dance Concerts sur l'embarcadère de Santa Monica.
- Kjazz Sunset Concerts au Skirball Cultural Center, à Los Angeles.
- Grand Performances: série d'interprétations artistiques au California Plaza à Los Angeles.
- Kjazz Live Jazz and Wine Tasting Series au centre commercial Hollywood and Highland Center, à Los Angeles.
- Diffusion en direct du Playboy Jazz Festival (en) au Hollywood Bowl.